# Aleksa Gajić
Aleksa Gajić (Beograd, 20. maja 1974) srpski je strip autor, ilustrator, reditelj i animator.
Poznat je po svom grafičkom romanu „Tehnotajz“ (engl. Technotise) sa scenaristom Darkom Grkinićem, po kom je kasnije napravljen animirani film, Tehnotajz: Edit i ja. Ilustrator je časopisa Politikin Zabavnik.
Njegov stripski serijal u šest delova „Le Fléau des Dieux“ (u srpskom izdanju „Bič Božji“) sa francuskom scenaristkinjom Valeri Manžen preštampavan je više puta u Francuskoj, a prevođen je u SAD, Srbiji i još šest drugih zemalja.

## Nagrade i priznanja
- Međunarodnog salona stripa u Beogradu, za strip-objekat „Premotavanje“, 2012.[1]
- Nagrada za najbolji scenario, —||—
- Specijalna nagrada žirija za inovaciju u strip umetnosti, —||—

## Bibliografija

### Izabrana stripografija
- Gajić, Aleksa & Darko Grkinić. Technotise, „System Comics“, Beograd, Srbija, 2001; 2. prošireno izdanje 2009.
- Gajić, Aleksa. U šrafovima: kolekcija kratkih stripova, „System Comics“, Beograd, Srbija, 2003.
- 2000-2006.
  - Gajić, Aleksa & Valeri Manžen. Bič božji 1-6, „System Comics“, Beograd, Srbija, 2002-2007.
  -  2009-2010.
- 2011-2012.
- Gajić, Aleksa. Skrepbuk, „Moro“ i „System Comics“, Beograd, Srbija, 2012.

### Monografije i katalozi
- Aleksa Gajić: virtuelna realnost - realna virtuelnost / Aleksa Gajic: virtual reality - real virtuality (katalog izložbe), Salon Muzeja primenjene umetnosti, 9.-30. jun 2005. autor teksta Anica Tucakov; kustos izložbe Marijana Petrović-Raić, 2005, 44 str.
- Aleksa Gajić: epski heroj i grad budućnosti / Aleksa Gajić : héros epiqués et ville du futur: „Fabrika“ (katalog izložbe), Novi Sad, 7-8. septembar 2012, urednik Zdravko Vulin, Studentski kulturni centar, Novi Sad, i Francuski institut, Beograd, 2012, 32 str.

## Literatura
- Zdravko Zupan, Vek stripa u Srbiji, Kulturni centar — Galerija savremene umetnosti, Pančevo, 2007.
- Slobodan Ivkov: 60 godina domaćeg stripa u Srbiji (1935—1995), Galerija „Likovni susret“, Subotica, 1995. E-izdanje: Projekat Rastko
- Živojin Tamburić, Zdravko Zupan i Zoran Stefanović. Stripovi koje smo voleli: Izbor stripova i stvaralaca sa prostora bivše Jugoslavije u XX veku, „Omnibus“, Beograd, 2011.

## Spoljašnje veze
- Intervju sa Aleksom Gajićem u „YellowCab“-u
- Zvanični blog
- Biografija i francuska stripografija na sajtu
- , Beograd, Gajićev srpski izdavač
- Aleksa Gajić na sajtu Soleil Prod. (jezik: engleski)
- Aleksa Gajić na veb-sajtu
- Aleksa Gajić pomera granice „devete umetnosti” („Politika”, 18. januar 2018)